# Eugène Grangé
Pour les articles homonymes, voir Grangé.
Pierre-Eugène Basté dit Eugène Grangé est un dramaturge, librettiste, chansonnier et goguettier français, né à Paris le 16 décembre 1810 et mort le 1er mars 1887 à Paris 9e

## Biographie
Fils de Pierre-Joseph Basté et Louise-Thérèse Grangé, Pierre-Eugène Basté naît rue Beautreillis à Paris. Il fréquente l'école mutuelle puis le collège Charlemagne. Ses études terminées, il commence à travailler dans une maison de banque qu'il quitte pour commencer une carrière littéraire. À 17 ans, il se retrouve à faire jouer sur les petits théâtres du boulevard du Temple des vaudevilles qu'il signe de son second prénom, Eugène et du patronyme de sa mère. Il devient l'auteur favori du théâtre des Funambules et du spectacle de Mme Saqui. Il est alors surnommé le « Scribe du boulevard du Temple ». Son succès fait que Mme Saqui se l'attache à titre exclusif. Grangé sera pendant un an ou deux l'auteur unique et très bien rémunéré de son théâtre.
En 1833, il donne au théâtre des Folies-Dramatiques une pièce en trois actes : Le Gamin, en collaboration avec Lubize (1798-1863). Puis, en 1836, il présente au théâtre des Variétés Le Tour de faction, qui obtient un grand succès.
Il va durant sa carrière aborder tous les genres : comédie, vaudeville, drame, féerie, revue de fin d'année.
Eugène Grangé est également chansonnier et goguettier. Il participe aux dîners chantants mensuels des Gnoufs-Gnoufs créés en 1858. Puis, en mai 1865, sur l'invitation et sous le patronage de son ami Clairville, il rejoint la quatrième société du Caveau, dont il devient membre titulaire. Il en sera élu sept fois président (en 1868, 1872, 1874, 1877, 1880, 1882 et 1884).
Fin 1879, Louis-Henry Lecomte évalue la production de Grangé à pas moins de 350 pièces de théâtre et environ 300 chansons qui sont insérées dans le périodique Le Caveau. À ces chansons s'ajoutent 72 toasts en vers qu'il a prononcé comme président du Caveau. En 1881, il écrit l'avant-propos de présentation du recueil de chansons de son ami Henri Fénée, comme lui membre du Caveau.
Marié à Sophie-Jenny Dubois, il meurt à son domicile au no 54 de la rue Saint-Lazare à Paris.

## Œuvres

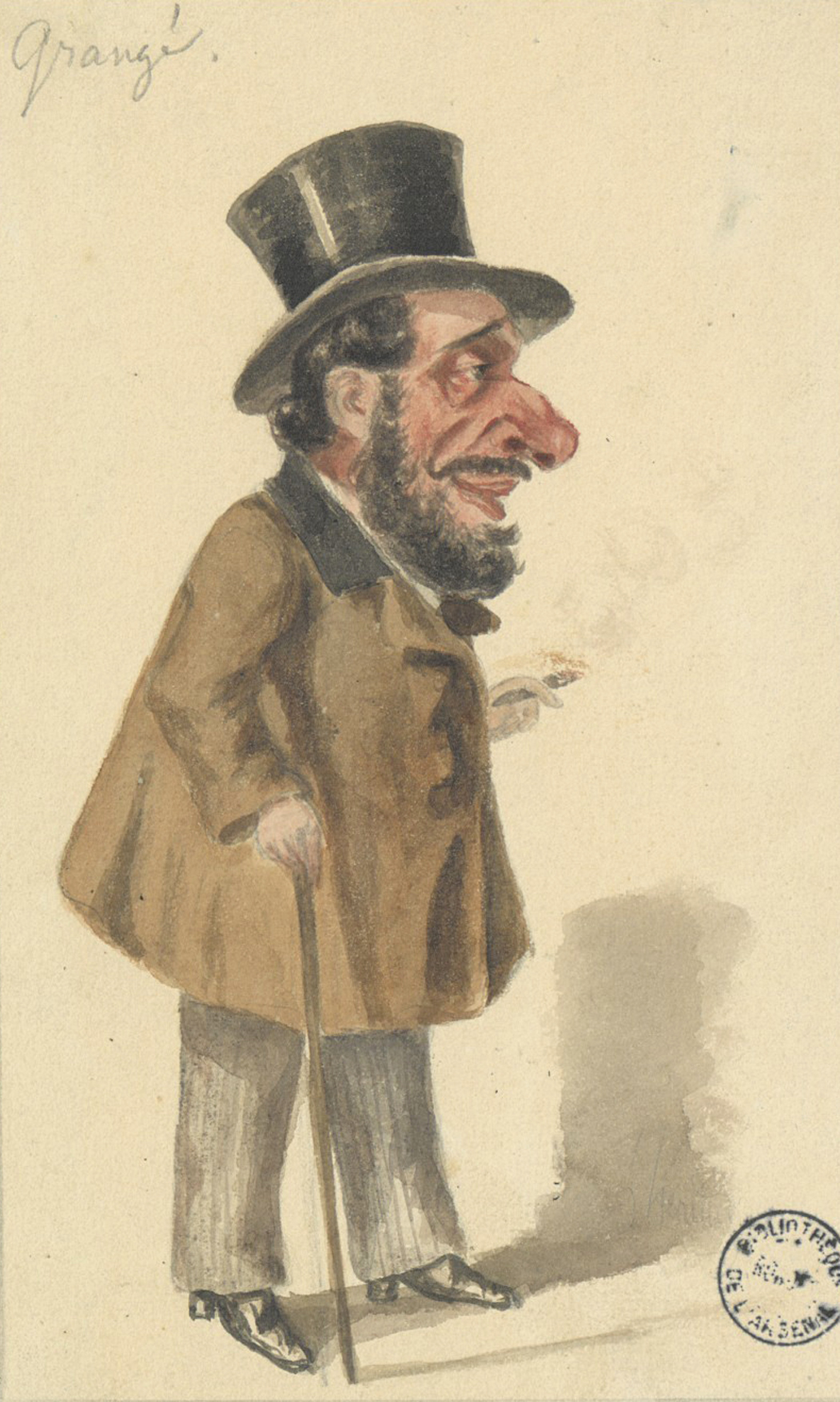
Eugène Grangé par Lhéritier

- 1843 : Les Bohémiens de Paris, drame d'Adolphe d'Ennery et Grangé, théâtre de l'Ambigu-Comique
- 1845 : Constant-la-Girouette, comédie-vaudeville en 1 acte, avec Jules-Henri Brésil
- 1853 : Les Sept Merveilles du monde, féerie d'Adolphe d'Ennery et Eugène Grangé, théâtre de la Porte-Saint-Martin
- 1853 : Le Carnaval des Maris, comédie-vaudeville de MM. Cormon et Eugène Grangé, théâtre des Folies-Dramatiques
- 1858 : Le Punch Grassot, opérette d'Eugène Grangé et Alfred Delacour
- 1860 : 
  - La Sirène de Paris, drame d'Eugène Grangé et Xavier de Montépin
  - La Pénélope à la mode de Caen, opérette d'Eugène Grangé, Paul Siraudin et Lambert-Thiboust
  - Les Mémoires de Mimi-Bamboche, vaudeville en 5 actes d'Eugène Grangé et Lambert-Thiboust
- 1861 :
  - La Mariée du Mardi-gras, opérette d'Eugène Grangé et Lambert-Thiboust
  - La Beauté du diable, opérette d'Eugène Grangé et Lambert-Thiboust
- 1862 : La Boîte au lait, opérette d'Eugène Grangé et Jules Noriac ; transformé en opéra-bouffe sur une musique de Jacques Offenbach en 1876
- 1863 : Les Diables roses, avec Lambert-Thiboust, créé le 4 septembre 1863 au théâtre du Palais-Royal.
- 1865 : Un clou dans la serrure, comédie-vaudeville d'Eugène Grangé et Lambert-Thiboust
- Avant 1868[précision nécessaire] : La Croqueuse de pommes, mis en musique par Louis Deffès
- 1873 : La Cocotte aux œufs d'or, féerie d'Hervé et Clairville, Eugène Grangé et Victor Koning
- 1878 : Coco de Clairville, opérette d'Eugène Grangé et Alfred Delacour
- 1881 : Les Deux Roses, de Clairville, Victor Bernard et Eugène Grangé

## Source
- Eugène Grangé, article de Louis-Henry Lecomte paru dans La Chanson le 1er janvier 1880.